# Francesco Caratti
Francesco Caratti (Bissone, circa 1615 — 30 de janeiro de 1677 em Praga) foi um arquiteto ítalo-suíço do início do Barroco na Boêmia, foi o arquiteto mais importante do Barroco na Boêmia e na Morávia.

## Biografia
Caratti nasceu no cantão suíço de Tessin e aprendeu seu ofício no norte da Itália, Viena, Valtice e Praga. Em 1652, ele se estabeleceu em Praga, onde logo se destacou entre os principais arquitetos, ao lado de Carlo Lurago e Giovanni Domenico Orsi de Orsini. Entre suas principais obras em Praga estão a Igreja de Maria Madalena, iniciada em 1656, e o Palácio Czernin, construído de 1669 a 1692. Fora de Praga, ele construiu o Castelo de Raudnitz para a família Lobkowitz, de 1653 a 1665. Seus alunos incluíram Giovanni Battista Maderna.
Em 22 de novembro de 1656, ele se casou em Bissone, no Lago de Lugano, com Veronica, filha do nobilitado escultor da corte vienense Pietro Maino Maderno. Desde 1645, ele havia trabalhado com Maderno em Eisgrub, a serviço do Príncipe Karl Eusebius de Liechtenstein, sendo chamado de mestre pedreiro.

## Edifícios

### Em Praga

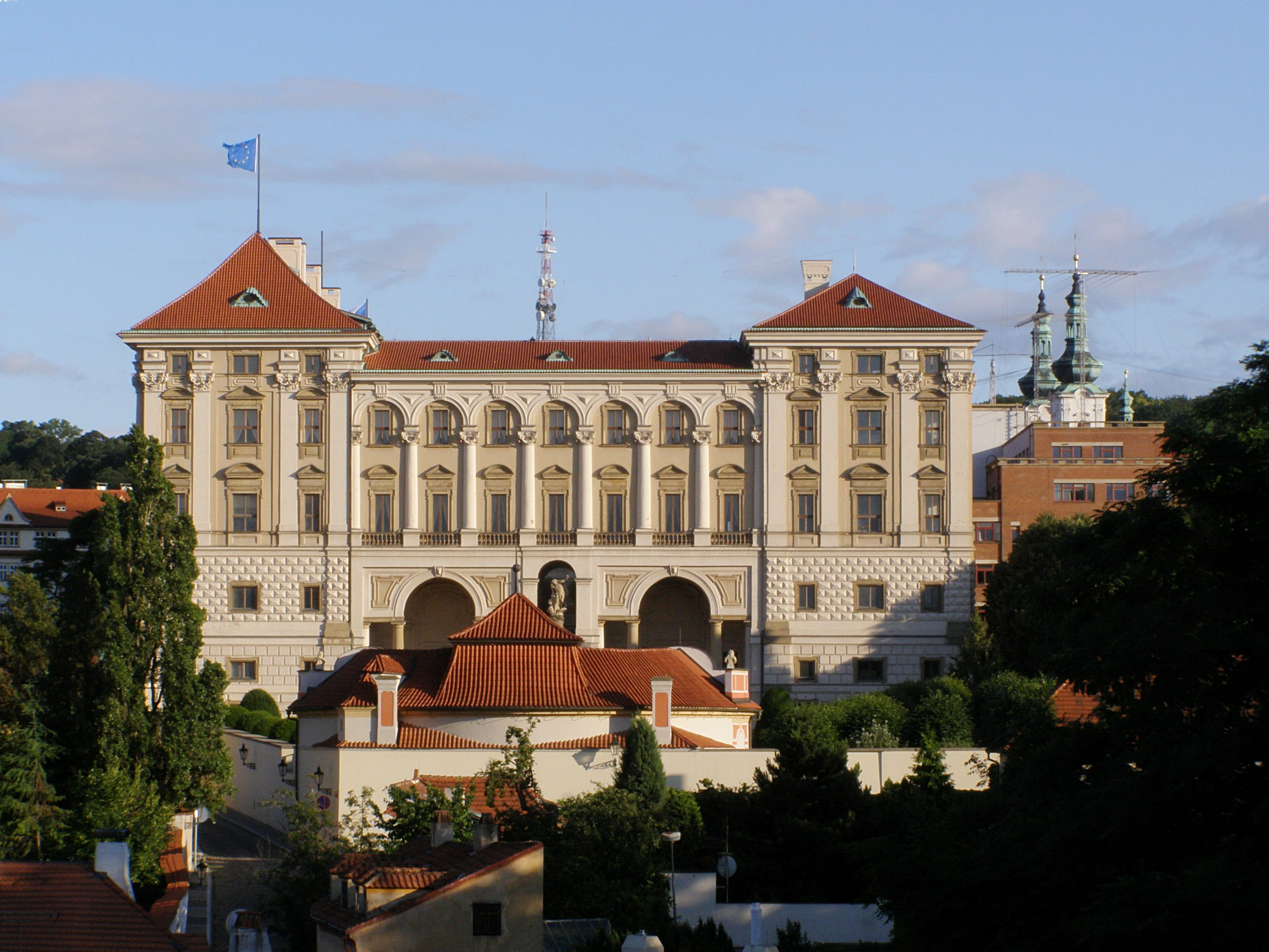
Palácio Černín.

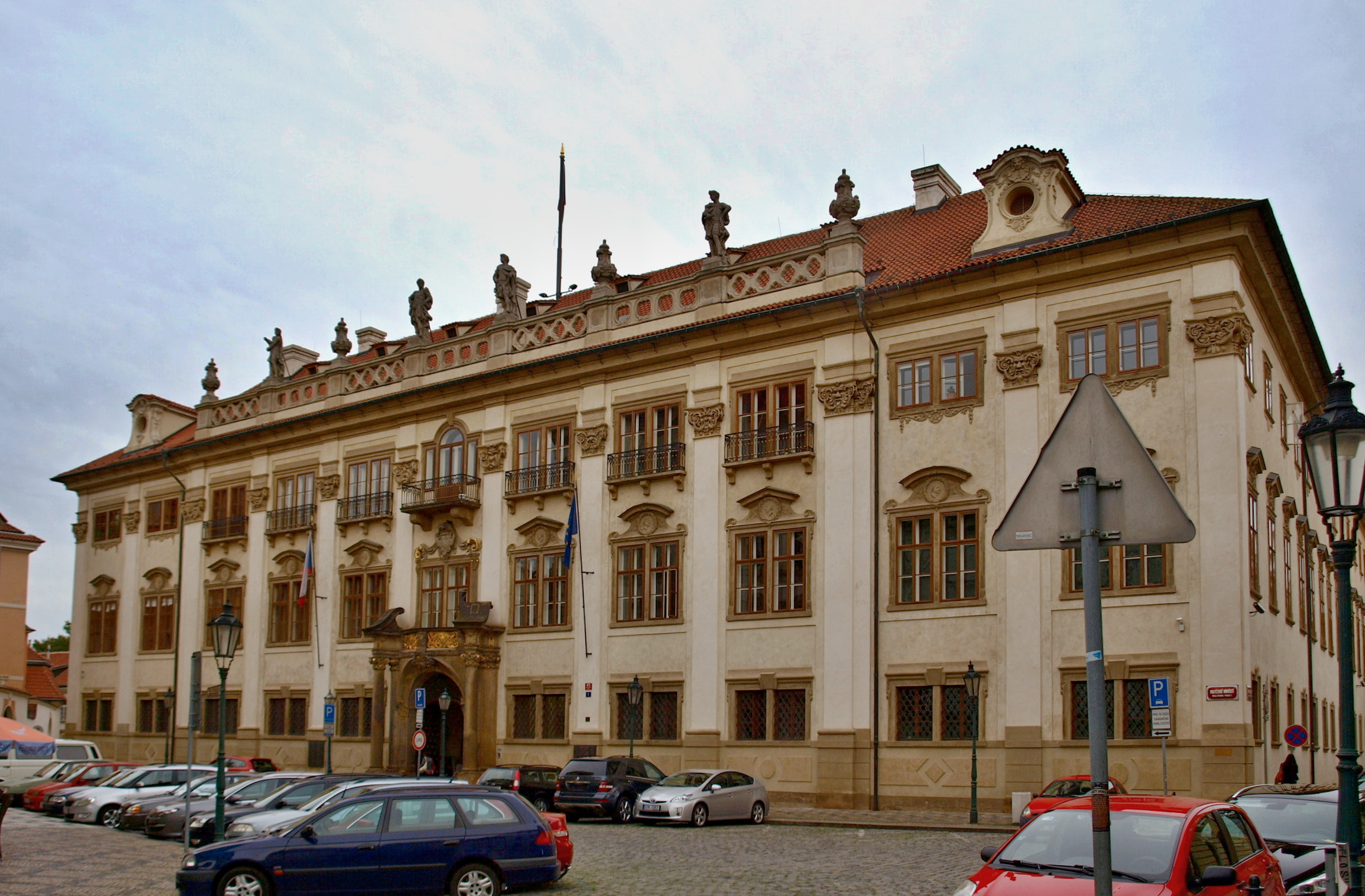
Palácio Nostitz.

- Palácio Černín (o projeto preliminar é supostamente de Gian Lorenzo Bernini)
- Palácio Nostitz
- Projetos para a ala do edifício Clementinums (executados por Carlo Lurago)
- Igreja de Saint-Sauveur: cúpula
- Colégio dos Jesuítas perto da Igreja de São Nicolau (com Giovanni Domenico Orsi de Orsini)
- Antigo Palácio Real em Hradschin: fonte da águia em frente à entrada

### Em outros lugares da Boêmia
- Castelo de Valtice: remodelação do castelo
- Kosmanos: Igreja de Santa Cruz
- Neuhaus: Barroquização da Igreja de Maria Madalena (com Giovanni Domenico Orsi de Orsini)
- Neubistritz: Mosteiro da Igreja da Trindade dos Padres Paulinos
- Raudnitz: Barroquização do castelo (com Antonio della Porta)